# Egzarchat apostolski Niemiec i Skandynawii
Egzarchat apostolski Niemiec i Skandynawii – egzarchat Kościoła katolickiego obrządku bizantyjsko-ukraińskiego z siedzibą w Monachium, obejmujący parafie tego obrządku w Niemczech oraz krajach skandynawskich. Został erygowany 17 kwietnia 1959 roku.

## Egzarchowie apostolscy
- Platon Kornyljak (17 kwietnia 1959  – 16 grudnia 1996)
- Piotr Kryk (2001–2021)
- Bohdan Dziurach CSSR (od 2021)

## Galeria

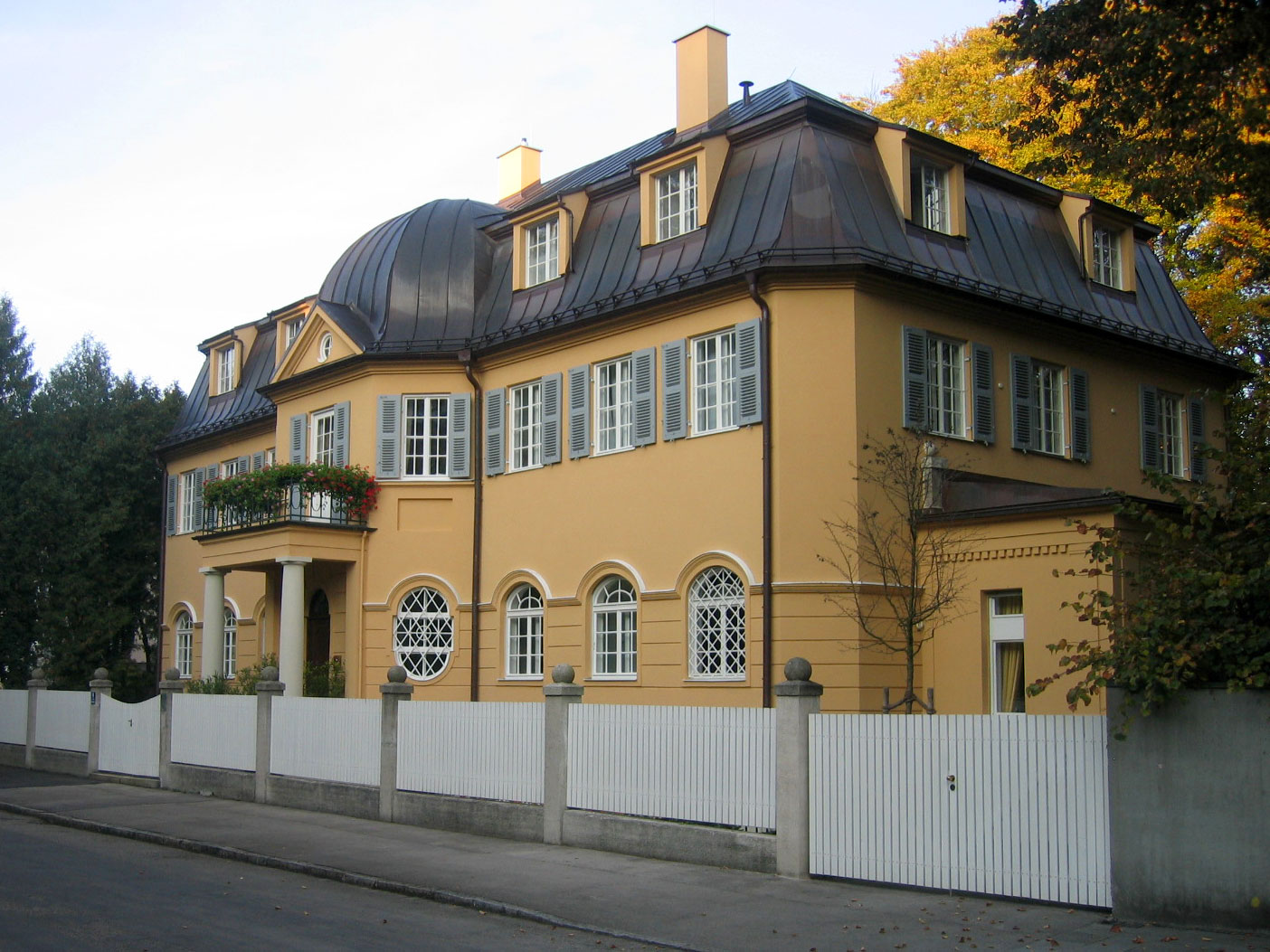
Kuria egzarchy w Monachium
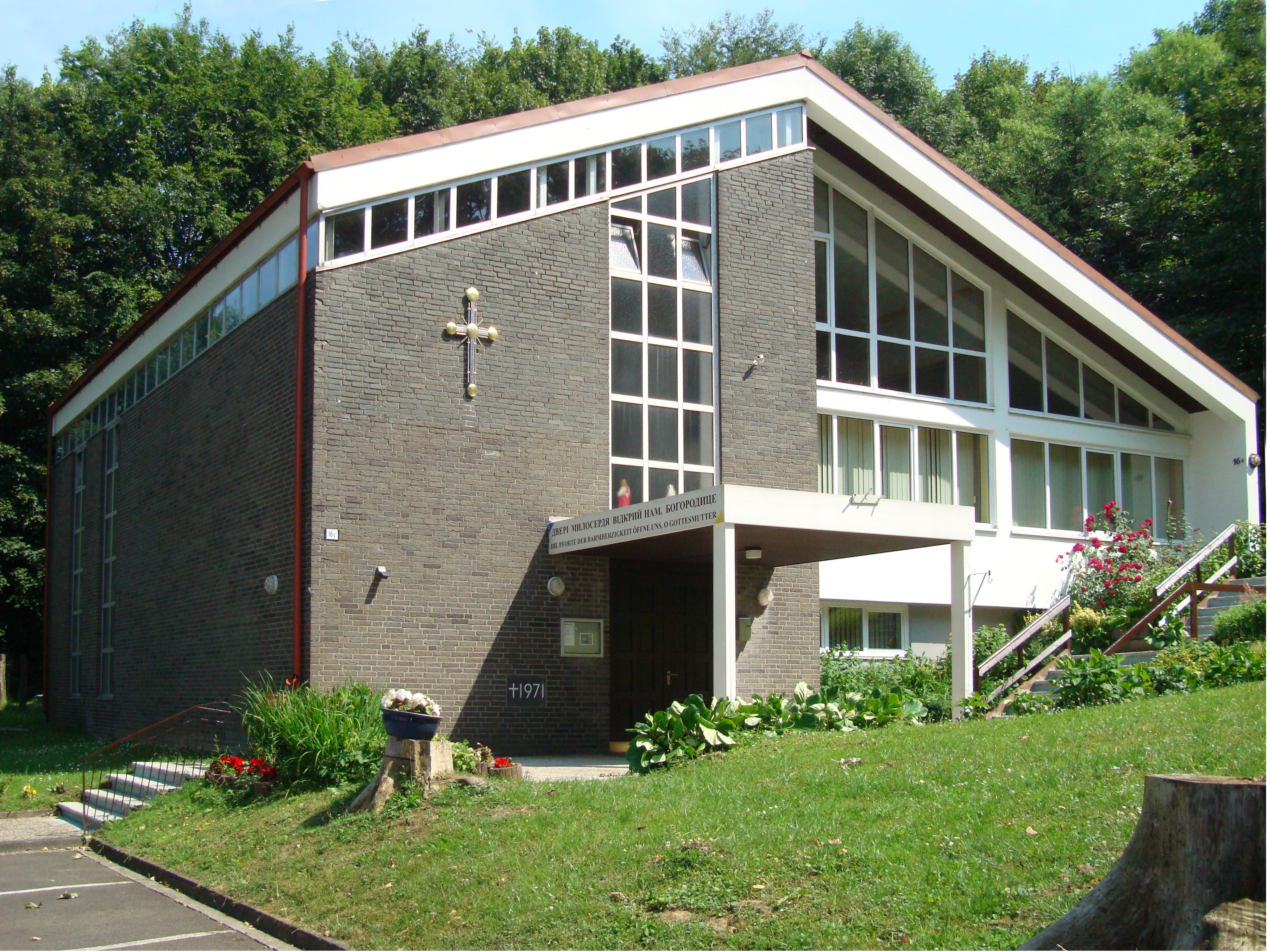
Cerkiew greckokatolicka w Bielefeld, należąca do egzarchatu